# 2U
2U var en norsk popgrupp som kom på trettonde plats i Junior Eurovision Song Contest 2003 i Köpenhamn med sången "Sinnsykt gal forelsket". Gruppen bestod av Charlot Daysh och Joakim Harestad Haukaas, båda födda 1992 i Stavanger i södra Norge.